# Leucosyrinx bolbodes
Leucosyrinx bolbodes là một loài ốc biển, là động vật thân mềm chân bụng sống ở biển trong họ Turridae.